# Dolina (Kryštofovy Hamry)
Dolina (německy Dörnsdorf) je bývalá vesnice v okrese Chomutov v Ústeckém kraji, která zanikla v sedmdesátých letech dvacátého století z důvodů výstavby vodní nádrže Přísečnice.

## Název
Název vesnice byl odvozen ze zdrobněliny nějakého osobního jména jako je Tierolf, Tyrof, Dierolf apod. Postupným sbližováním s podobnými názvy blízkých vesnic vznikl německý tvar Dörnsdorf. V historických pramenech se jméno vesnice vyskytuje ve tvarech: mápostúpiti Thierlsdorffa puol (1431), in Tyerlsdorffie (1446), w Tierzsdorffu (1543), Durnsdorff (1608), Dürrnsdorf a Dernsdorf (1787) nebo Dörnsdorf a Dürnsdorf (1846). Český název Dolina je odvozen z polohy vesnice a byl stanoven vyhláškou až v roce 1949.

## Historie
V polovině čtrnáctého století stávaly v místě vesnice hamr a železářská huť. První písemná zmínka o vsi pochází z roku 1431 a nachází se ve smlouvě, kterou si bratři Aleš a Vilém ze Šumburka rozdělili perštejnské panství. V roce 1446 Aleš prodal část Přísečnice včetně poloviny Doliny Lobkovicům. Dolina od té doby patřila k přísečnickému velkostatku až do zrušení poddanství. Roku 1553 ve vsi žilo 24 usedlíků, jejichž usedlosti mívaly pozemky s rozlohou okolo deseti hektarů. Jeden ze sedláků vlastnil huť na zpracování mědi.
Události třicetileté války Dolinu zasáhly především po roce 1631, kdy krajinou procházely armády bojujících stran a vojáci drancovali v širokém okolí. Podle berní ruly z roku 1654 ve vsi žilo 24 chalupníků a dva zahradníci. Vesničané měli celkem 21 potahů a chovali 55 krav, 44 jalovic, dvě prasata a 24 koz. Jeden z chalupníků pracoval jako kovář, jiný vyráběl šindele a dva se živili jako formani, z nichž jeden měl zároveň hospodu.
V oblasti mezi Dolinou a Mezilesím a na hranici pozemků příslušejících k Dolině a Rusové bývaly stříbrné doly, které prosperovaly až do počátku sedmnáctého století. Ještě v roce 1622 byla na Hamerním vrchu postavena tavicí pec. Dolování však přerušila třicetiletá válka a zájem o ně se obnovil až na začátku osmnáctého století. Staré doly musely být nejprve odvodněny, ale jejich další provoz byl poměrně úspěšný. V dole Marie Kirchenbau se stříbro těžilo ještě v roce 1771, ale do konce osmnáctého století byl uzavřen i ten.
Vzhledem k vysoké nadmořské výšce představovalo zemědělství u Doliny jen doplněk hospodářství, ale i tak lidé pěstovali brambory, oves, zelí, len a žito. K jejich robotním povinnostem patřilo kosení panské louky, sušení sena nebo služba nadháněčů při panských honech. S úpadkem dolovaní si obyvatelé Doliny museli hledat nové zdroje obživy. Stala se jimi domácí výroba pozamentů a drobného pleteného zboží, podomní obchod a povoznictví. Lidé také zakládali kapely, které odcházely hrát do alpských zemí, k Jadeskému moři a někteří jejich členové se dostali až do střední Asie nebo Jižní Ameriky.

### Novodobé dějiny

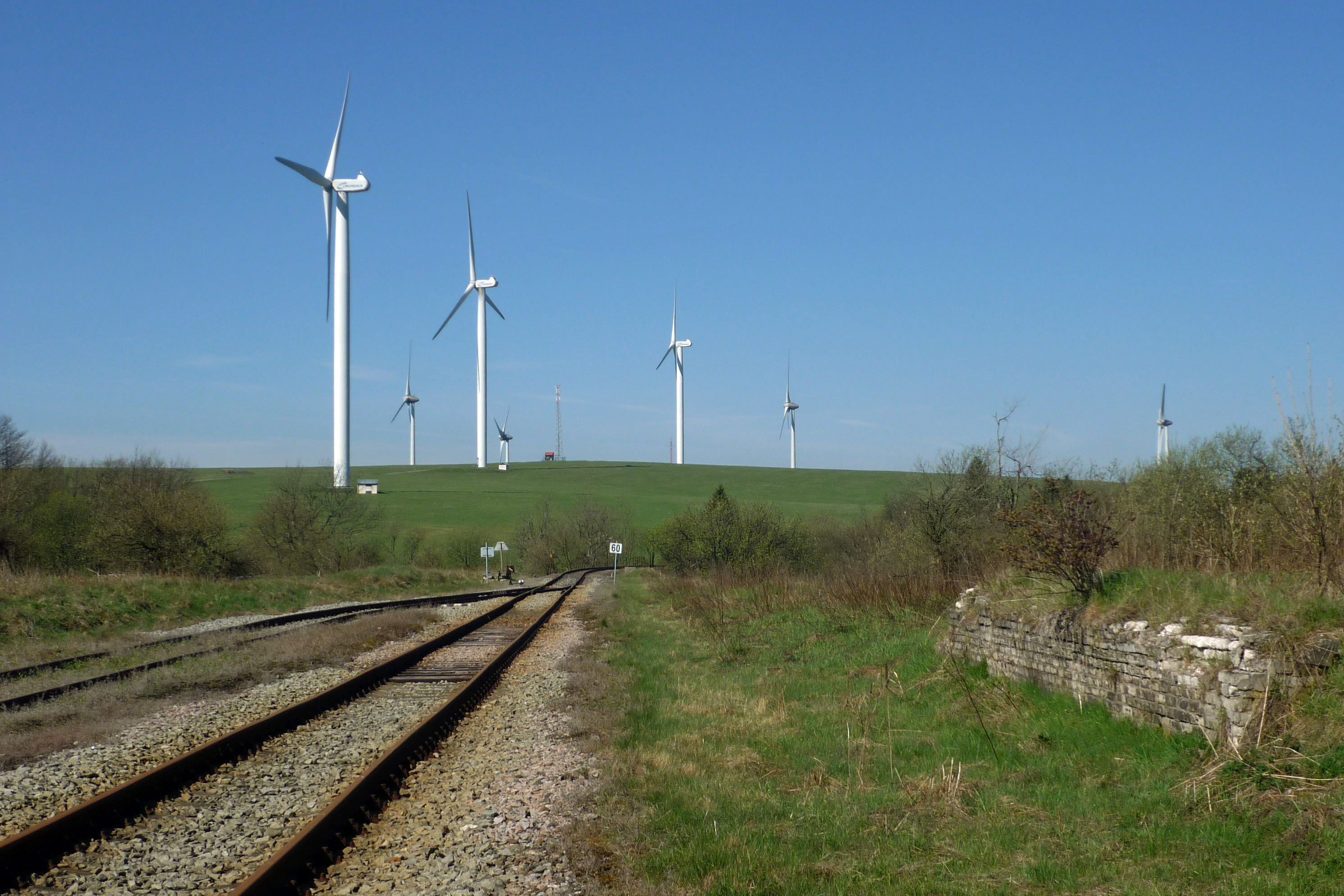
V západní části katastrálního území se nachází Farma větrných elektráren Kryštofovy Hamry

Obtížné živobytí zhoršovaly další průchody armád, ke kterým docházelo v letech 1757, 1762 a 1813. K většímu rozvoji vesnice došlo až ve druhé polovině devatenáctého století. Postupně vznikla řada nových staveb: škola (1876), chudobinec (1893–1894) a nový hřbitov (1895). Dopravní spojení zlepšila zastávka na trati Chomutov–Vejprty, ale železnice zároveň snížila význam povozníků. Lepší zásobování pitnou vodou umožnil vodovod z roku 1906 a vodní nádrž vybudovaná na Přísečnici, u které vznikla malá vodní elektrárna využívaná k zavlažování.
V roce 1914 v Dolině stálo pět hostinců, fungovalo třináct obchodů, dvě řeznictví, odbočka zemědělsko-lesnického svazu pro soudní okresy Přísečnice a Vejprty, spolková spořitelna obcí Dolina a Kotlina, vzájemný pojišťovací spolek proti požárům a výrobna stávkového zboží. Živnosti provozovala řada řemeslníků a obchodníků, kteří se zabývali především pozamenty a krajkami. Společenský život mimo jiné organizovalo jedenáct spolků, ke kterým patřil i sbor dobrovolných hasičů.
Počet obyvatel Doliny se začal snižovat už po první světové válce, ale k velkému poklesu došlo až vysídlením Němců, v jehož důsledku se vesnice téměř vylidnila. Počet obyvatel poklesl přibližně na desetinu předválečného stavu a dále se snižoval. Přesto bylo v roce 1948 založeno pastevní družstvo převedené o rok později na jednotné zemědělské družstvo. To však už v roce 1954 zaniklo a jeho majetek převzaly státní statky. Vodovod v té době nedostačoval, a zásobování vodou se ještě zhoršilo, když na něj byly napojeny i stáje.
K demolicím nevyužívaných domů došlo už na začátku padesátých let dvacátého století. Po rozhodnutí o výstavbě vodní nádrže Přísečnice se vesnice ocitla v 1. ochranném pásmu, a byla zbořena.

## Přírodní poměry

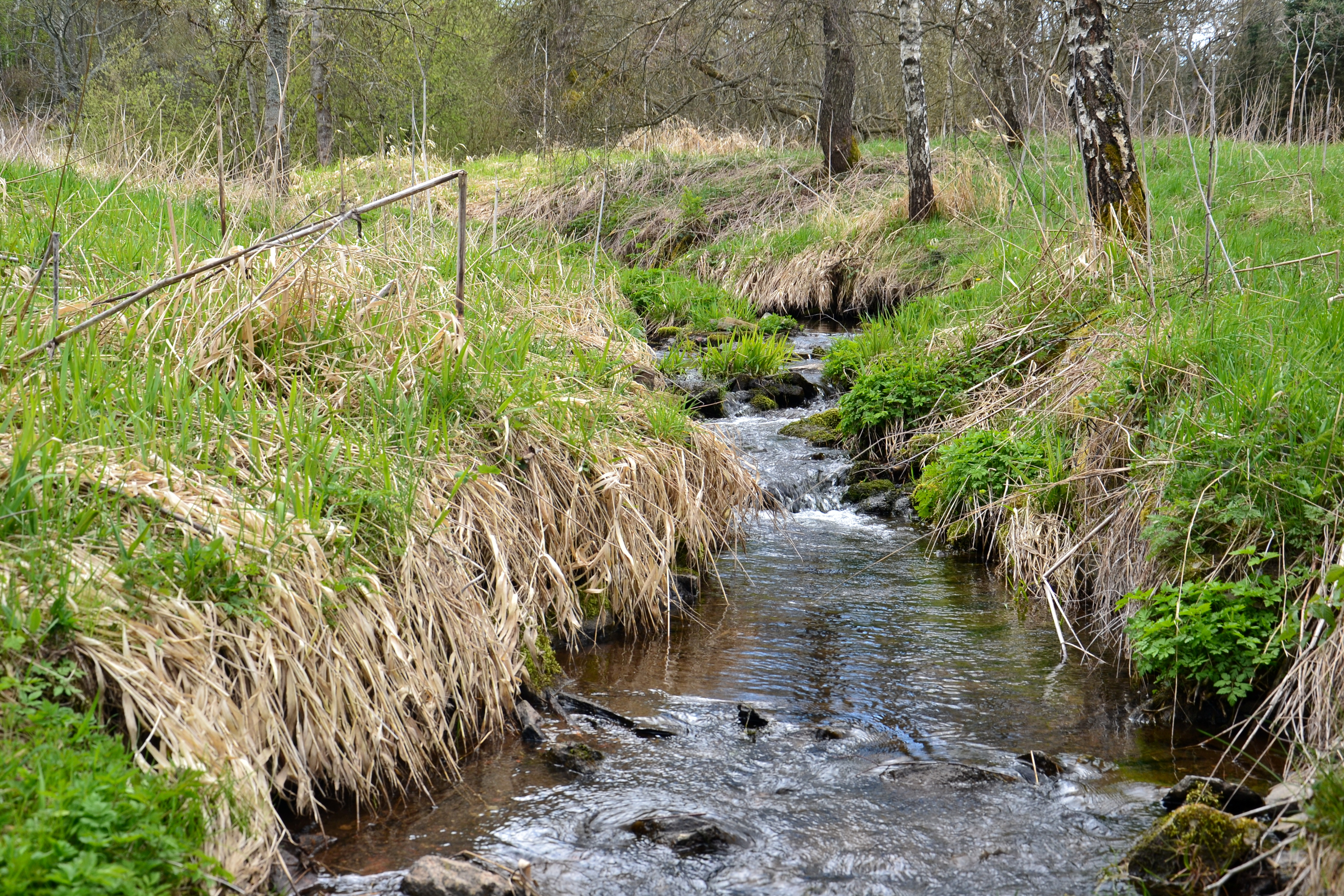
Vesnicí protékal Hamerský potok

Dolina stávala ve stejnojmenném katastrálním území s rozlohou 5,22 km². Nachází se v Krušných horách, konkrétně v jejich okrsku Přísečnická hornatina tvořeném starohorními a prvohorními svory, pararulami a ortorulami krušnohorského krystalinika. Nadmořská výška území se pohybuje přibližně v rozmezí 730–850 metrů. Nejnižší bod se nachází u severní hranice u soutoku Přísečnice s Hamerským potokem. Z půdních typů převažuje podzol kambický, který se vyvinul na svahovinách rul, ale v jižní části území se okolo železniční trati vyskytuje také pseudoglej modální.
V rámci Quittovy klasifikace podnebí leží většina katastrálního území v chladné oblasti CH6, která východně od silnice II/223 přechází do chladné oblasti CH7. Pro oblast CH6 jsou typické průměrné teploty −4 až −5 °C v lednu a 14–15 °C v červenci. Roční úhrn srážek dosahuje 1000–1200 milimetrů, sníh zde leží 120–140 dní v roce. Mrazových dnů bývá 140–160, zatímco letních dnů jen 10–30. Oblast CH7 je mírně teplejší a sušší.
Na Přísečnici bývala vodní nádrž s rozlohou 1,215 hektaru a objemem 16 000 m³. Vypuštěna byla roku 1994, protože se v ní ukládaly sedimenty kontaminované těžkými kovy z Dolu Měděnec.

## Obyvatelstvo
Při sčítání lidu v roce 1921 zde žilo 843 obyvatel (z toho 460 mužů), kteří byli kromě dvou Čechoslováků a sedmnácti cizinců německé národnosti. S výjimkou dvou evangelíků a jednoho příslušníka nezjišťovaných církví všichni patřili k římskokatolické církvi. Podle sčítání lidu z roku 1930 měla vesnice 841 obyvatel: třináct Čechoslováků, 812 Němců a šestnáct cizinců. Kromě pěti evangelíků a sedmi lidí bez vyznání se hlásili k římskokatolické církvi.
|           | 1869 | 1880 | 1890 | 1900  | 1910  | 1921 | 1930 | 1950 | 1961 | 1970 |
| --------- | ---- | ---- | ---- | ----- | ----- | ---- | ---- | ---- | ---- | ---- |
| Obyvatelé | 765  | 749  | 817  | 1 005 | 1 141 | 843  | 841  | 84   | 70   | 37   |
| Domy      | 106  | 128  | 131  | 144   | 149   | 146  | 154  | 160  | .    | 9    |

## Obecní správa
Po zrušení patrimoniální správy se Dolina roku 1850 stala samostatnou obcí, ke které patřila osada Mezilesí. Po druhé světové válce vesnici spravovala až do 8. května 1950 místní správní komise. Roku 1960 se Dolina stala částí obce Přísečnice. Její katastrální území bylo 1. července 1974 připojeno ke Kryštofovým Hamrům a vesnice k 1. lednu 1979 úředně zanikla. V letech 1949–1960 k obci patřila také osada Venkov.

## Školství
Dolinská obecná škola mívala na začátku dvacátého století čtyři třídy a pobočku v Mezilesí, která však fungovala jen v zimě. Další vzdělávání umožňovala zemědělská pokračovací škola a od roku 1907 také krajkářská škola, která měla ve školním roce 1912–1913 96 žákyň. Česká škola byla otevřena od 1. září 1927 a navštěvovaly ji také děti z Kotliny, Venkova a do roku 1929 i z Měděnce. Během druhé světové války byla uzavřena a k novému otevření došlo až 1. září 1948. U školy tehdy byly zřízeny i dětské jesle.

## Pamětihodnosti
Podél silnice nedaleko obnoveného pomníku obětem první světové války stával pozdně barokní kostel svatého Františka Serafinského z roku 1763 (nebo 1764). Kromě něj ve vesnici bývala u cesty do Mezilesí ještě hřbitovní kaple. Jednou z dochovaných památek je pomník obětem první světové války.